# ضامر عشبون (المهرة)
ضامر عشبون هي إحدى قرى عزلة قشن بمديرية قشن التابعة لمحافظة المهرة، بلغ تعداد سكانها 62 نسمة حسب تعداد اليمن لعام 2004.